# Высоко в облаках
«Высоко́ в облака́х» (англ. High in the Clouds) — сказочная повесть с экологическим уклоном, написанная рок-музыкантом Полом Маккартни совместно с детским писателем Филипом Арда и мультипликатором Джеффом Данбаром. Опубликована в октябре 2005 года в издательстве Faber & Faber с иллюстрациями Джеффа Данбара. 
Обозреватель британской газеты «The Observer» назвала книгу «антикапиталистической», или «сказкой об угрозах необузданного глобального капитализма» (англ. a tale about the perils of unchecked global capitalism). Вскоре после выхода книга была переведена на несколько языков, в том числе французский, испанский, итальянский, шведский, эстонский, финский, венгерский, польский, чешский, иврит. Русский перевод Григория Кружкова вышел 1 августа 2006 года тиражом 7 тыс. экз. и позже не переиздавался (в Великобритании книга была выпущена тиражом 500 тыс. экз.).

## Сюжет
Бельчонок Вилли по прозвищу Вилка (англ. Wirral) жил в большом лесу и любил слушать рассказы своей мамы про страну Абнималию (англ. Animalia), где звери живут на острове дружно и беззаботно. Но вдруг бульдозеры уничтожают их лес, мама Вилки гибнет, и звери разбредаются кто куда. Бельчонок решает найти Абнималию, а пока направляется в ближайший город — огромный Мегатрополис (англ. Megatropolis), где высятся небоскрёбы, но звери живут в жалких лачугах и работают на заводах злой обезьяноподобной Грымзы (англ. Gretsch). В городе Вилка знакомится с крысёнком Рэтси и белочкой Вероникой (англ. Wilhamina) и делится с ними планом разыскать чудесную страну. В город прилетает и неутомимый путешественник Фрогго, одноногий лягушонок на воздушном шаре, которого Вилка знал ещё живя в лесу.
Рэтси предлагает друзьям посмотреть, как живёт Грымза, и они пробираются в её квартиру через водопроводные колодцы. Однако Грымза замечает их и хватает Веронику, а Рэтси исчезает. Вилка понимает, что Грымзе и её подручному Вэкфорду откуда-то стало известно об Абнималии, и они теперь тоже будут искать эту страну, чтобы уничтожить. Чтобы опередить их, Вилка и Фрогго на воздушном шаре отправляются на поиски Абнималии и вскоре находят её. Жители острова во главе с Дядей Бизоном радостно встречают их и готовы защищать остров от захватчиков. Вероника тем временем томится в тюрьме, где знакомится с блошиком Альфредо, который помогает ей сбежать вместе с прилетевшим за ней Фрогго. Фрогго доставляет Веронику на остров, не зная, что за ними туда же направляется военный катер с Грымзой и Вэкфордом, к которым примкнул и Рэтси.
Абнималию начинают обстреливать снарядами с катера, однако скоро Фрогго при помощи китов набрасывает на катер сетку, и Грымзу с Вэкфордом берут в плен. Они сообщают пароль от тюрьмы, который по телефону передают Альфредо, и заключённые звери выходят на свободу. Вилка и Вероника прощают Рэтси. Через несколько дней все звери из Мегатрополиса переселяются на Абнималию, а Грымза и Вэкфорд становятся там прислугой.
Книга заканчивается фразой о том, что о человеке можно судить по тому, как он относится к животным.

## Создание
Пол Маккартни начал сотрудничать с Джеффом Данбаром еще в начале 1980-х годов, когда по инициативе Маккартни Данбар снял мультфильм «Руперт и песня лягушек» (англ. Rupert and the Frog Song); Маккартни выступил также продюсером и соавтором сценария фильма и принял участие в его озвучивании. Мультфильм вышел в 1984 году, а песня We All Stand Together, исполняемая лягушками в кульминации фильма, была издана как отдельный сингл Маккартни. Позже Маккартни с Данбаром работали над мультфильмами «Напев тропического острова» (англ. Tropic Island Hum) и «Вторник» (англ. Tuesday), ставшими своеобразной трилогией о животных. В 2004 году эта трилогия была издана на DVD под названием Коллекция музыки и анимации Пола Маккартни (англ. Paul McCartney's Music and Animation Collection).
В «Напеве тропического острова» впервые появляются бельчонок Уиррел и лягушонок Фрогго, которые прилетают на остров животных, возглавляемых Бизоном; эти персонажи фигурируют и в повести «Высоко в облаках». В финале же повести звери поют ту же песню We All Stand Together, что и в фильме про медвежонка Руперта. Сама повесть изначально задумывалась именно как сценарий для нового совместного мультфильма Маккартни и Данбара, однако в результате было решено выпустить её в виде детской книжки. 

## Экранизация
Об экранизации книги стали говорить ещё до её выхода, и в 2009 году сообщалось, что постановкой займётся компания Unique Features, новый проект основателей New Line Cinema, причём это будет первый фильм компании. 
В сентябре 2013 года стало известно, что работа над 3D-мультфильмом идёт, а премьера намечена на 2015 год. Режиссёром фильма станет Тони Бэнкрофт, снявший мультфильм «Мулан», а музыку напишет сам сэр Пол. В 2015 году сообщалось также, что в фильме будет звучать несколько новых песен, среди исполнителей которых будет и Леди Гага. В течение нескольких лет после этого новостей о проекте не поступало.
10 декабря 2019 года стало известно, что к проекту подключается компания Netflix и что Маккартни выступит в качестве сопродюсера фильма, Тимоти Рекарт станет режиссёром, а Джо Крокер напишет сценарий. В начале 2023 года сообщалось, что премьера фильма предположительно состоится в июле 2023 года. В октябре 2023 года стало известно, что теперь фильмом займётся студия Gaumont, режиссёром фильма будет Тоби Генкель, а музыку напишет Майкл Джаккино; фильм начнёт сниматься в первом квартале 2024 года и предположительно выйдет в 2026 году.